# سن-نزر
سن-نزر (به فرانسوی: Saint-Nazaire) یک کمون در فرانسه است.
این شهر در کرانه سمت راست رودخانه لوآر (Loire) در نزدیکی اقیانوس اطلس دارای بندرگاه بزرگی است. این شهر در جنوب باتلاق دوم فرانسه قرار دارد که «بیرییر» (به فرانسوی:Brière)نام دارد. با توجه به موقعیتی که در آن قرار دارد، سن-نزر از دیرباز مرکز ماهیگیری و کشتی سازی بوده‌است. یکی از بزرگترین شرکت‌های کشتی سازی در جهان در این شهر موقعیت دارد که بزرگترین کشتی مسافری جهان را به نام ام‌اس سمفونی آو د سیز (به انگلیسی: MS Symphony of the Seas) را در سال ۲۰۱۸ احداث کرده‌است.
سن نزرتا زمان انقلاب صنعتی یک دهکده کوچک بود اما به لطف ساخت راه‌آهن و رشد بندر، در نیمه دوم قرن ۱۹ به یک شهر بزرگ تبدیل شد. به عنوان یک پایگاه بزرگ زیر دریایی برای آلمانی‌ها، سن-نزر در سال ۱۹۴۲ تحت حملهٔ انگلیسی‌ها قرار گرفت و تا سال ۱۹۴۵ توسط متفقین بمباران شد. در ۱۱ مه ۱۹۴۵ ازدست نیروهای آلمانی آزاد شد.
بخشی از دانشگاه نانت و مراکز تحقیقاتی آن در این شهر موقعیت دارد.

## خصوصیات
سن-نزر ۴۶٫۷۹ کیلومترمربع مساحت و ۷۱٬۳۷۳ نفر جمعیت دارد و ۶ متر بالاتر از سطح دریا واقع شده‌است.